# 68가-헌터 칼리지역
68가-헌터 칼리지역은 뉴욕 지하철에 있는 미국의 철도역이다.

## 역 주변
- 헌터 칼리지